# Vichten
Vichten (Luxemburgs: Viichten) is een gemeente in het Luxemburgse Kanton Redange.
De gemeente heeft een totale oppervlakte van 12,26 km² en telde 1274 inwoners op 1 januari 2018.

## Evolutie van het inwoneraantal
| Jaar                              | 2001 | 2002 | 2003 | 2004 | 2005 | 2007 | 2018 |
| --------------------------------- | ---- | ---- | ---- | ---- | ---- | ---- | ---- |
| Inwoneraantal                     | 831  | 853  | 872  | 889  | 869  | 905  | 1274 |
| Opmerking: tellingen op 1 januari |      |      |      |      |      |      |      |